# Sideridis lampra
Sideridis lampra là một loài bướm đêm trong họ Noctuidae.